# 로도라 X
《로도라 X》(영어: Rhodora X)는 2014년 방영된 필리핀의 드라마이다.